# 牛頓格羅夫 (北卡羅萊納州)
牛頓格羅夫（英語：Newton Grove）是一個位於美國北卡羅萊納州桑普森縣的城鎮。

## 人口
根據2020年美國人口普查的數據，牛頓格羅夫的面積為8.02平方千米，當中陸地面積為7.98平方千米，而水域面積為0.04平方千米。當地共有人口585人，而人口密度為每平方千米73人。